# Forest of Bowland

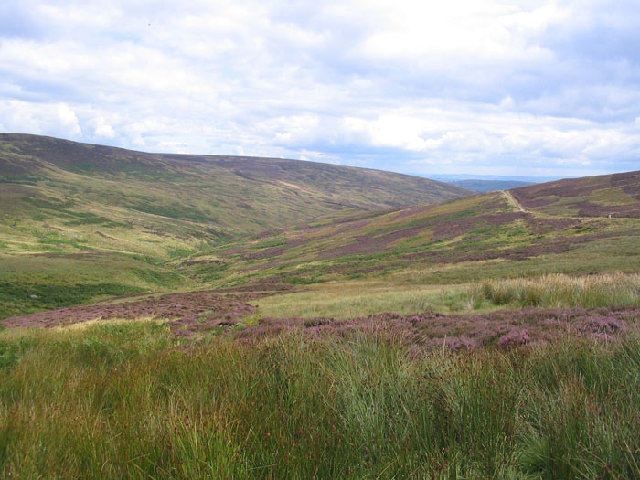
Im Forest of Bowland nahe White Hill

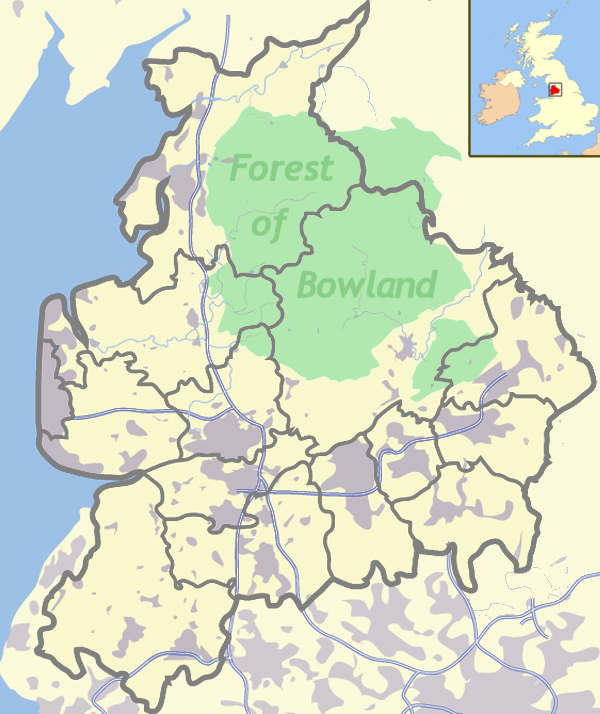
Der Forest of Bowland in Lancashire und North Yorkshire

Der Forest of Bowland (auch Fells of Bowland genannt) ist ein Gebiet im Nordosten von Lancashire und North Yorkshire in England, das aus niedrigen Bergen und Mooren besteht. Der Namensteil Forest (deutsch: Wald) bezieht sich auf die Nutzung des Gebiets als Jagdgebiet und nicht auf die Existenz von großen Waldflächen. Der Forest of Bowland ist eine Area of Outstanding Natural Beauty (AONB).

## Geschichte
Ausgrabungen im Jahr 2011 haben prähistorische Siedlungsspuren im Bereich des Forest of Bowland freigelegt. Zwei römische Straßen führten durch die Region und auch im Domesday Book werden Orte im Forest of Bowland erwähnt.
1090 wurde der Titel eines Lord of Bowland geschaffen, der bis 1885 geführt wurde und danach in Vergessenheit geriet. Landbesitz ist mit dem Titel seit 1660 nicht mehr verbunden, nur die Privilegien des Lord of Bowland blieben danach weitgehend erhalten. Erst 2009 wurde der Titel wiederbelebt.
Ein eigner Titel ist der des Bowbearer of Bowland, der ursprünglich seine eigenen Privilegien hatte und darüber hinaus eine zeremonielle Rolle für den Lord of Bowland und auch den englischen König erfüllte, indem er einen Jagdbogen (engl. bow) vor diesem her trug.

## Landschaft
Die Berge (von West nach Ost): Clougha Pike, Grit Fell, Ward’s Stone, Wolfhole Crag, White Hill, Whins Brow, Totridge, Parlick,
 Fair Snape Fell, Bleasdale Moors und Hawthornthwaite Fell bilden ein nach Westen offenes Hufeisen im Forest of Bowland.
Die Flüsse River Conder, River Hindburn und River Roeburn, die Zuflüsse des River Lune sind, entstehen im Forest of Bowland.
Der River Dunsop entsteht im Forest of Bowland. Der River Dunsop fließt über den River Hodder, der ebenfalls im Forest of Bowland entsteht, in den Ribble.
Der Stausee des Stocks Reservoir liegt im Forest of Bowland.
Der geographische Mittelpunkt Großbritanniens am Wolfhole Crag nördlich von Dunsop Bridge liegt im Forest of Bowland.
Der Kalkstein aus dem Gebiet des Forest of Bowland wurde über Jahrhunderte in vielen heute noch sichtbaren Kalköfen (engl. Kiln) gebrandt und als Dünger und Baustoff verwendet.